# Tratado de Zamora

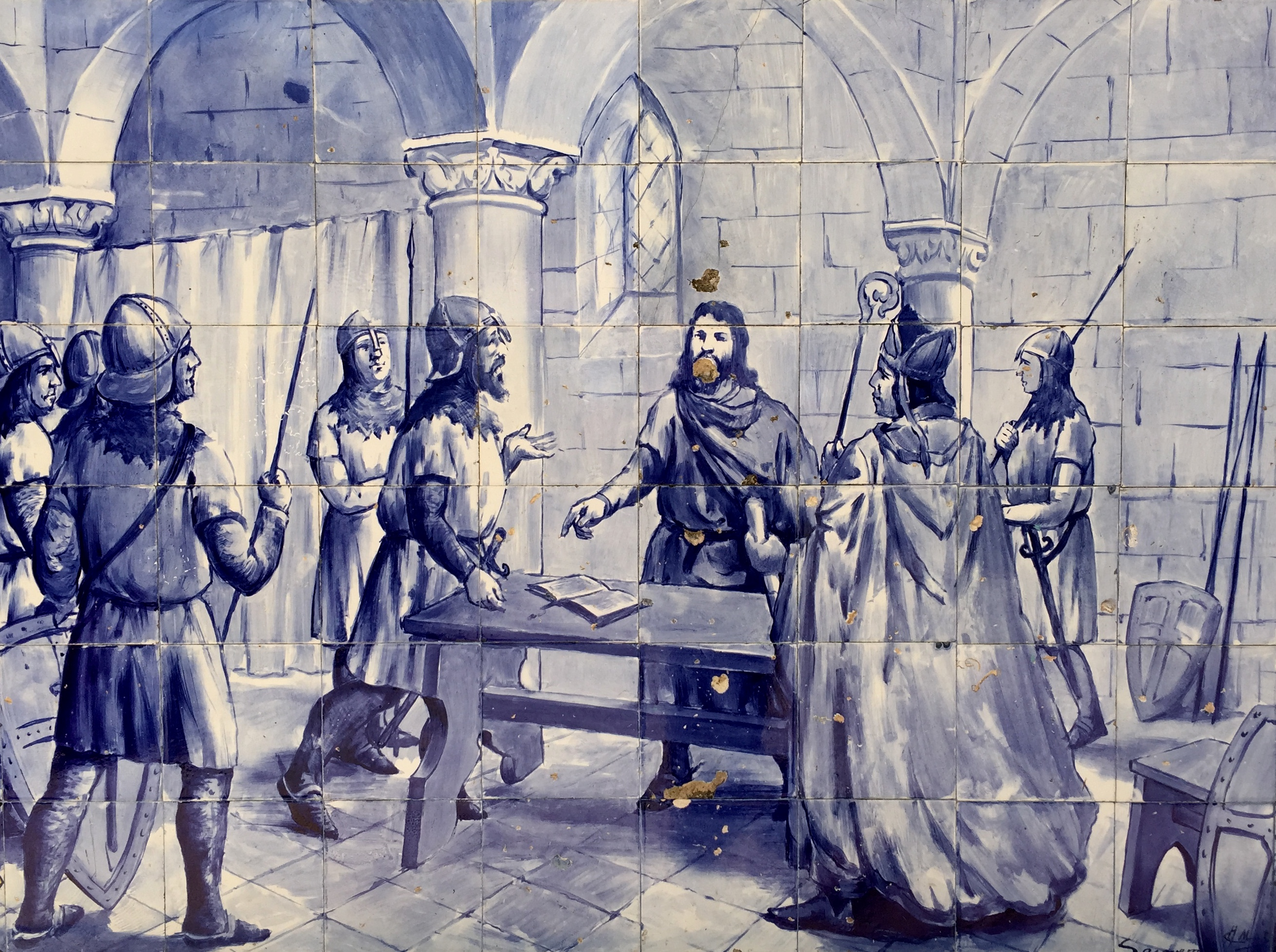
Firma del Tratado de Zamora. Panel de azulejos de principios del, en Portimão.

El Tratado de Zamora fue el resultado de la conferencia de paz entre Alfonso I de Portugal y el rey Alfonso VII de León,  el 5 de octubre de 1143, marcando generalmente la fecha del nacimiento del Reino de Portugal y el inicio de la dinastía alfonsina. Victorioso en la batalla de Ourique contra los musulmanes, en 1139, Alfonso I se benefició del apoyo de João Peculiar —el arzobispo de Braga— en favor de la constitución del nuevo reino de Portugal. Tras el Torneo de Arcos de Valdevez entre los dos Alfonsos y sus huestes, aquel buscó conciliarlos y propició que se encontraran en Zamora los días 4 y 5 de octubre de 1143, con la presencia del cardenal Guido de Vico.
El título de rey de Portugal, que Alfonso I usaba desde 1139, fue confirmado en Zamora, comprometiéndose entonces el monarca portugués ante el cardenal Guido de Vico a considerarse vasallo de la Santa Sede, obligándose, por él y por sus descendientes, al pago de un censo anual de cuatro onzas de oro. Sin embargo, José Hermano Saraiva afirma que «en realidad no sabemos cómo sucedieron las cosas y se ignora completamente si fue firmado algún acuerdo, aunque modernamente se haya hecho referencia muchas veces a un tratado de Zamora que tal vez nunca existió». De lo que sí tenemos certeza, según Hermano Saraiva, es de que en diciembre de 1143 Alfonso Henriques escribió una carta al papa en la que se nombraba «censual» [dependiente] de la Iglesia de Roma y en la que se declaraba a sí mismo «hombre y caballero del papa y de San Pedro, a condición de que la Santa Sede lo defendiese de cualquier otro poder eclesiástico o civil» —como reconocimiento de su dependencia Alfonso Henríquez se obligaba a pagar anualmente cuatro onzas de oro—. De esta forma Alfonso Henriques intentaba asegurar la independencia del nuevo reino.
Finalmente la independencia de Portugal, reconocida por Alfonso VII en Zamora, vino a ser confirmada por el papa Alejandro III en 1179 mediante la bula Manifestis Probatum. «La concesión fue arrancada por un regalo de mil monedas de oro, pero ciertamente no parece que tuviese mucha influencia en la consolidación de una independencia que ya entonces era un hecho consumado».